# الهندوسية في عمان
الهندوسية هي أقلية دينية في عمان يمارس0.01 من سكانها. عُمان هي الدولة الوحيدة في الشرق الأوسط التي بها أقلية هندوسية أصلية. يمثل الهندوس في عمان منظمة دينية هندوسية معبد ماهاجان.

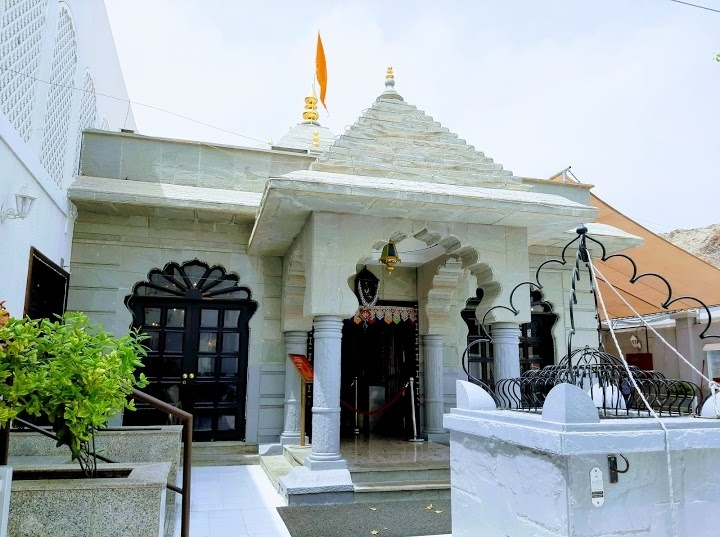
معبد شيفا في عمان هو واحد من أقدم المعابد الهندوسية في الشرق الأوسط

## تاريخ
جاءت الهندوسية إلى عمان لأول مرة في عام 1507 عندما وصل الهندوس الناطقون باللغة الكوتية إلى مسقط من منطقة كوتش في الهند. كان هناك ما لا يقل عن 4000 هندوسي في عمان في أوائل القرن التاسع عشر. في عام 1895, تعرضت المستعمرة الهندوسية في مسقط للهجوم من قبل الإباضية, وبحلول عام 1900, انخفض عدد الهندوس إلى 300. خلال استقلال عمان, بقي بضع عشرات فقط من الهندوس في عمان. الأحياء الهندوسية التاريخية في الولجات والبانيان حيث عاش الهندوس لم تعد محتلة من قبل الهندوس.

## التركيبة السكانية
عُمان هي الدولة الوحيدة في الشرق الأوسط التي تضم سكانًا هندوسًا أصليين. هناك ما لا يقل عن 1000 هندي (معظمهم من الهندوس) في عمان يحملون الجنسية العمانية. وفقًا لوكالة المخابرات المركزية, هناك 259,780 هندوسي يشكلون 5.5 ٪ من السكان, معظمهم من المهاجرين.

## المعابد

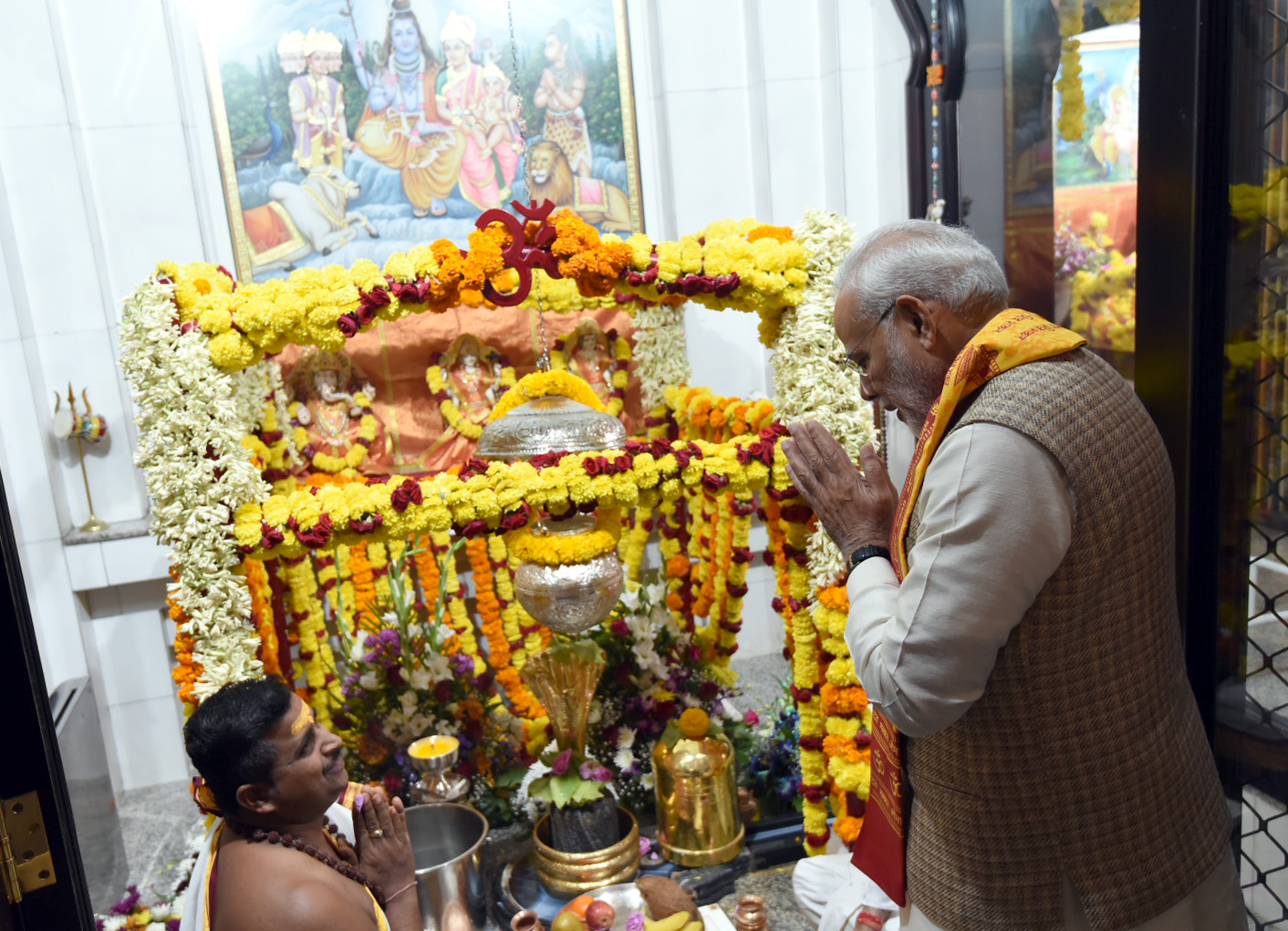
أدى رئيس الوزراء, شري ناريندرا مودي, أداء أبهيشيكام في معبد اللورد شيفا التاريخي في مسقط, عمان في عام 2018

يوجد معبدين هندوسيين معترف بهما رسميًا في عمان.
- معبد شيفا في مسقط في عمان هو واحد من أقدم المعابد الهندوسية في منطقة الشرق الأوسط.[8]
- معبد كريشنا في مسقط.[9]

## مشاهير الهندوس في عمان
- كاناكسي كيمجي - الشيخ الهندوسي الوحيد في العالم[10]
- سوراج كومار, لاعب كريكيت

## المرجع
1. ↑  "Middle East OMAN". CIA The World Factbook. مؤرشف من الأصل في 2021-03-13.
2. ↑  "UNIVERSAL PERIODIC REVIEW 2010". مؤرشف من الأصل (PDF) في 2021-11-02. اطلع عليه بتاريخ 2020-12-19.
3. ↑  "International Religious Freedom Report Oman for 2011" (PDF). مؤرشف من الأصل (PDF) في 2021-04-15. اطلع عليه بتاريخ 2020-12-19.
4. ↑  J.E. Peterson,Oman's diverse society: Northern Oman, Middle East Journal, Vol. 58, Nr. 1, Winter 2004 "نسخة مؤرشفة" (PDF). مؤرشف من الأصل في 2021-02-25. اطلع عليه بتاريخ 2021-03-18.{{استشهاد ويب}}:  صيانة الاستشهاد: BOT: original URL status unknown (link)
5. ↑  "UNIVERSAL PERIODIC REVIEW 2010". مؤرشف من الأصل (PDF) في 2022-11-14. اطلع عليه بتاريخ 2020-12-19.
6. ↑  "International Religious Freedom Report Oman for 2011" (PDF). مؤرشف من الأصل (PDF) في 2021-04-15. اطلع عليه بتاريخ 2020-12-19.
7. 1 2  "Middle East OMAN". CIA The World Factbook. مؤرشف من الأصل في 2021-03-13.
8. ↑  Report، Staff (19 ديسمبر 2020). "Modi visits 125-year-old Shiva temple". GulfNews. مؤرشف من الأصل في 2018-03-13. اطلع عليه بتاريخ 2018-02-14.
9. ↑  "PM Modi to visit 200-year old Shiva temple in Muscat". dnaindia. 12 فبراير 2018. مؤرشف من الأصل في 2019-08-08. اطلع عليه بتاريخ 2020-12-19.
10. ↑  Runa Mukherjee Parikh (11 مايو 2013). "World's only Hindu Sheikh traces his roots to Gujarat". The Times of India. مؤرشف من الأصل في 2020-11-08. اطلع عليه بتاريخ 2020-12-19.